# Alik Gershon
Alik Gershon (* 3. Juni 1980 in Dnipropetrowsk) ist ein israelischer Schachspieler.

## Leben
Die Familie Alik Gershons stammt aus der Ukraine und lebt seit Ende des Jahres 1990 in Israel. Er gründete das erste israelische Online-Schachmagazin Schachnet. Sein Buch San Luis 2005 gewann den Preis Book of the Year des Britischen Schachverbandes. Er studiert Informatik.
Vereinsschach spielt er in Israel für Hapoel Kfar Saba, mit dem er 1999 israelischer Landesmeister wurde und am European Club Cup 2002 in Kallithea (Chalkidiki) teilnahm, bei dem er eine individuelle Bronzemedaille für sein Ergebnis von 5,5 Punkten aus 7 Partien am zweiten Brett erhielt (Elo-Leistung 2693). Auch in der rumänischen Mannschaftsmeisterschaft hat er gespielt. In mallorquinischen und spanischen Ligen spielte er für Sa Dragonera.

## Erfolge
Im Jahre 1993 gewann er die israelische U16-Meisterschaft. Er war schon früh bei Jugendweltmeisterschaften erfolgreich. So gewann er 1994 in Szeged die U14-Weltmeisterschaft. 1996 gewann er die U16-Weltmeisterschaft in Cala Galdana. 2000 teilte er sich den Gewinn der israelischen Einzelmeisterschaft in Tel Aviv und Modiʿin mit Boris Awruch, im selben Jahr gewann er auch das Tel Aviv International, ein Schachturnier der Kategorie 9, was seine zweite Großmeisternorm bedeutete. 2002 gewann er das Open der Schachwoche in Winterthur.
Internationaler Meister wurde er 1997, den Großmeister-Titel trägt er seit November 2000. Seine aktuelle Elo-Zahl beträgt 2436 (Stand: März 2023), damit liegt er auf dem 42. Platz der israelischen Elo-Rangliste. Seine bisher höchste Elo-Zahl lag bei 2573 im Januar 2003; damals war er Achter der israelischen Elo-Rangliste.
Am 21. Oktober 2010 erspielte sich Gershon einen Eintrag ins Guinness-Buch der Rekorde. Er bestritt 523 Partien im Simultanschach, von denen er 86 % gewinnen konnte. Damit übertraf er die nötige Mindestprozentzahl von 80 Prozent und löste den bisherigen Rekordhalter Morteza Mahjoub ab.

## Veröffentlichungen
- San Luis 2005. Quality Chess, Göteborg 2007, ISBN 978-91-976005-2-1. (gemeinsam mit dem israelischen Schachtrainer Igor Nor)